# Balionycteris maculata
Balionycteris maculata es una especie de murciélago de la familia Pteropodidae.

## Distribución geográfica
Se encuentra en Tailandia Malasia Brunéi e Indonesia.